# Волтер
Франсоа Мари Аруе (фр. François Marie Arouet; Париз, 21. новембар 1694 — Париз, 30. мај 1778), познат под књижевним псеудонимом Волтер (фр. Voltaire), био је француски филозоф, књижевник и историчар из епохе просветитељства, чији је био најзначајнији представник. Често се сврстава у најзнаменитије и најутицајније филозофе модерне ере. Његов филозофски став је била борба против религијског фанатизма. Ове идеје је представио 1759. и притом набројао зла и злочине које ствара званична Црква. За Волтера, прогрес друштва и цивилизације није могућ без толеранције. Његов велики противник је било хришћанство и Римокатоличка црква. Противници су га оптуживали за подривање престижа цркве, а тиме и монархије, што води општој деградацији морала.
Волтер је био свестран и плодан писац, који је произвео радове у скоро свакој литерарној форми, укључујући драме, поеме, новеле, есеје, и историјске и научне радове. Он је написао више од 20.000 писама и велики број књига и памфлета. Он је био отворен заговорник грађанских слобода, упркос ризика да се тиме стављао под удар строгих закона о цензури тог времена. Као сатирични полемичар, он је у својим радовима често критиковао нетолеранцију, верске догме и француске институције свог времена. Признат је као врстан интелектуалац свога времена због широких и либералних схватања. али и својеврсне врсте ироније и хумора.

## Биографија
Франсоа Мари Аруе је најмлађе и једино преживело од петоро деце Франсоа Аруеа, писара и благајника, и Марије Маргарите Омар, пореклом из племићке породице из провинције Поату. Неке спекулације окружују Волтеров датум рођења, зато што је он тврдио да је рођен 20. фебруара 1694. као нелегални син племића, Герен де Рошбрун или Рокбрун. Његова два старија брата — Арманд-Франсоа и Роберт — умрли су у раном детињству, и његов преживели брат Арманд и сестра Маргарита-Катрин су били девет односно седам година старији.  У породици је имао надимак „Зозо”. Волтер је крштен 22. новембра 1694, у присуству Франсоа де Шатонефа и Марије Домард, супруге рођака његове мајке, као кумовима.
Као младић, похађао је језуитску гимназију (1704–1711), где је учио латински, теологију, и реторику; касније у животу је савладао италијански, шпански и енглески. Почео да студира право, које је касније напустио. До времена кад је напустио школу, Волтер је одлучио да жели да постане писац, против жеља свог оца, који је желео да он постане адвокат. Волтер је претварајући се да ради у Паризу као помоћник нотара, проводио највећи део свог времена пишући поезију. Када је његов отац сазнао, он је послао Волтера да студира право, овог пута у Кану у Нормандији. Међутим, младић је наставио да пише, стварајући есеје и историјске студије. Волтерова духовитост га је учинила популарним међу неким од аристократских породица с којима је дружио. Године 1713, његов отац му је нашао секретарски посао код новог француског амбасадора у Холандији, маркиза Шатонефа, брата Волтеровог кума. У Хагу, Волтер се заљубио у Катрин Олимп Дуноје (познату као Пимпет), која је била француски протестантски избеглица. Њихову аферу, која је сматрана скандалозном, открио је Шатонеф, те је Волтер морао да се врати за Француску до краја године.
Највећи део Волтеровог раног живота зе везан за Париз. Од ране младости, Волтер је имао проблема са властима због критиковања владе. Резултат тога је да је два пута био осуђиван на затворске казне и да је једном био у привременом егзилу у Енглеској. Један сатирични стих, у којем је Волтер оптужио регента Филипа Орлеанског за инцест са својом ћерком, резултирао је једанаестомесечним затварањем у тамници Бастиља. Ту је написао трагедију „Едип“, чије га је прво извођење прославило. У периоду 1717—1726. у Паризу доживљава велике књижевне успехе. Тим кричарским и финансијским успесима успоставио је своју репутацију. Регент и краљ Џорџ I доделили су Волтеру медаље као знак њихове захвалности.
Због интрига је протеран из Француске 1726, па одлази у Енглеску где проводи три године. Ту је проучавао политичке и природне науке, филозофију и књижевност. Због издавања својих „Филозофских писама“ поново је протеран 1734, и склања се у Лорену код Маркизе де Шателе са којом је живео 15 година. Њих двоје су сакупили огромну библиотеку и заједнички изводили научне експерименте инспирисане радовима Исака Њутна. Године 1751. одлази код краља Фридриха II у Потсдам, али су се њихови односи заоштрили, тако да се 1753. населио у Швајцарској. Са преко 70 година, у избеглиштву далеко од Париза, у дворцу Фернеј, писао је чланке у којима се сам борио против религијске нетолеранције. Створио је огромну репутацију међу просвећеним елитама Европе. Када се вратио у Париз 1778. народ га је поздрављао овацијама: „Ово је Дон Кихот несрећних!“.
Волтер није, за разлику од већине својих савременика, присталица републике. Он сматра да ће се идеје просветитељства остварити настојањима просвећеног дела владајућих елита. Његов идеал је умерена и либерална монархија. Често је боравио на дворовима владара. Волео је луксуз, банкете и задовољства учене конверзације, коју је, уз театар, сматрао врхунским достигнућем друштвеног живота. Материјално богатство је за њега била гаранција слободе и независности писца. Као вешт манипулатор са новцем и пријатељ утицајних финансијера, успео је да сакупи богатство од чије ренте је живео. Био је хронично лошег здравља, вероватно на психосоматској основи, али је задржао енергију и свежину духа све до своје смрти у 84. години. Волтер је, заједно са својим супарником Жан Жаком Русоом, сматран претечом Француске револуције. Француска република га и данас сматра оличењем идеала лаичке државе.

### Адаптација имена Волтер
Аутор је адаптирао име Волтер 1718, након његовог затварања у Бастиљи. Порекло тог имена није потпуно јасно. Псеудоним Волтер, Франсоа Мари је створио 1718. анаграмирањем свог имена: Аруе, Млађи - AROUET L(e) J(eune), латински AROVETLI. Према породичној традицији међу потомцима његове сестре, он је био познат као le petit volontaire („детерминисани малишан”) као дете, и он је ускрснуо варијанту тог имена у свом одраслом животу. Ово име исто тако преокреће слогове речи , родног града његове породице у региону Пуату.
Ричард Холмс подржава анаграматичку деривацију имена, али додаје да би писац попут Волтера исто тако намеравао да оно саопштава конотације брзине и смелости. Оне долазе из асоцијација са речима као што су voltige (акробатика на трапезу или коњу), volte-face (окретање ради суочавања са непријатељом), и volatile (оригинално, било које крилато створење). „Аруе” није било племенито име подобно његовом растућем угледу, посебно имајући у виду да се то име римује са à rouer („бити претучен”) и roué („развратан”).
У писму Жан-Батист Русоу у марту 1719, Волтер на крају пише да ако Русо жели да му напише одговор, он би требало да адресира писмо на господина де Волтера. Објашњење је дато у постскриптуму: , (Био сам тако незадовољан именом Аруе, тако да сам узео друго, првенствено да не бих више био замењиван за песника Руа.) То се вероватно односи на Адене ле Руа (фр. Adenes le Roi), јер је двоглас oi у то време био изговаран попут модерног ouai, тако да постоји јасна сличност са Arouet, и то је могло бити део његовог разлога. Познато је да је Волтер исто тако користио бар 178 различитих књижевничких псеудонима током свог живота.

### Ла АнријадаиМаријамна
Волтеров следећи позоришни комад, Artémire, са радњом смештеном у античкој Македонији, отворен је 15. фебруара 1720. То је био неуспех и само су фрагменти текста преживели. Он се уместо тога окренуо раду на епичкој поеми о Анрију IV од Француске коју је започео почетком 1717. Његов захтев за лиценцу за објављивање је одбијен, те се у августу 1722 Волтер упутио на север у потрази за издавачем изван Француске. На путовању га је пратила његова љубавница, Мари-Маргарита де Рупелмонд, која је била млада удовица.
У Бриселу се Волтер састајао са Русоом неколико дана, пре него што је са својом љубавницом наставио пут на север. Издавач је на крају обезбеђен у Хагу. У Холандији, Волтер био је погођен и импресиониран отвореношћу и толеранцијом холандског друштва. По свом повратку у Француску, он је обезбедио још једног издавача у Руану, који се сложио да објави La Henriade у тајности. Након што се Волтер опоравио од једномесечне инфекције богињама у новембру 1723, прве копије су прокријумчарене у Париз и дистрибуиране. Док је поема одмах била успешна, Волтеров је нови позоришни комад Mariamne доживео неуспех кад је први пут представа отворена у марту 1724. У знатној мери прерађена, представа је поново отворена у Comédie-Française у априлу 1725, и овог пута је имала много бољи пријем. Она је била међу забавним активностима пруженим у оквиру венчања Луја XV и Марије Лешћинске у септембру 1725.

### Велика Британија
Почетком 1726, млади француски племић, Шевалије де Рохан-Шабот, наругивао се Волтеру због његове промене имена, те му је Волтер одбрусио да ће његово име бити почаствовано, док ће Рохан обешчастити своје. Разбеснели, де Рохан је организовао да неколико насилника претуку Волтера неколико дана касније. Тражећи надокнаду, обештећење или освету, Волтер је изазвао де Рохана на дуел, али је аристократска фамилија де Рохан издејствовала да Волтер буде ухапшен и затворен у Бастиљу 17. априла 1726, без суђења или могућности да одбрани себе. Страхујући од неограничене затворске казне, Волтер је предложио је да буде прогнан у Енглеску као алтернативна казна, што су француске власти прихватиле. Дана 2. маја, он је под пратњом одведен из Бастиље до Калеа, где се укрцао на брод за Британију.
У Енглеској, Волтер је живео углавном у Вандсворту. Један од његових познаника је тамо био Еверард Фокенер. Од децембра 1727 до јуна 1728 он је становао у Мејден Лејну, Ковент Гарден, локацији која је сада обележена плакетом, да би био близу свог британског издавача. Волтер је циркулисао кроз енглеско високо друштво, састајући се са Александром Поупом, Џоном Гејом, Џонатаном Свифтом, дамом Мари Вортли Монтагју, Саром, војвоткињом од Марлбора, и многим другим члановима племства и краљевске породице. Волтеров егзил у Великој Британији је у великој мери утицао на његова размишљања. Он је био интригиран британском уставном монархијом, која је била у контрасту са француским апсолутизмом, као и великом подршком за слободу говора и религије у тој земљи. На њега су утицали писци тог доба, а развио је и интерест за рану енглеску литературу, посебно радове Шекспира, који је још увек био релативно непознат у континенталној Европи. Упркос истицању његових одступања од неокласичних стандарда, Волтер је видео Шекспира као пример који би француски писци могли да емулирају, пошто је француској драми, упркос тога што је била у већој мери полирана, недостајала акција на сцени. Касније, међутим, кад је Шекспиров утицај почео да расте у Француској, Волтер је покушао да успостави супротан пример путем својих властитих драма, оцрњујући оно што је он сматрао шекспировским варваризмом. Могуће је да је Волтер био присутан на сахрани Исака Њутна, и упознао Њутнову нећаку, Катрин Бартон. Године 1727, он је објавио два есеја на енглеском, Upon the Civil Wars of France, Extracted from Curious Manuscripts („Након грађанских ратова у Француској, извучено из занимљивих рукописа”), и Upon Epic Poetry of the European Nations, from Homer Down to Milton („О епској поезији европских земаља, од Хомера до Милтона”).
Након две и по године у егзилу, Волтер се вратио у Француску, и након што је неколико месеци живео у Дјепу, власти су му дозволиле да се врати у Париз. На једној вечери, француски математичар Шарл Мари де ла Кондамин је предложио куповину лутрије коју је организовала француска влада ради исплате дугова, и Волтер се придружио конзорцијуму, зарађујући око милион ливра. Он је паметно уложио новац и на основу тога успео да убеди ревизорско веће да је био доброг понашања и да је способан да преузме контролу над капиталним наслеђем од свог оца којим је до тада управљао поверилачки фонд. Након тога је био неспорно богат.
Даљи успеси су следили, 1732. године, са његовим драмским комадом Заир, који је кад је објављен 1733. године носио посвету Фокенеру који је хвалио енглеску слободу и трговину. У то време објавио је своја гледишта о британским ставовима према влади, литератури, религији и науци у колекцији есеја у облику писама под насловом Писма везана за енглеску нацију (Лондон, 1733). Године 1734, она су објављена у Француској као Lettres philosophiques у Руану. Зато што је издавач објавио књигу без одобрења краљевског цензора и пошто је Волтер сматрао британску уставну монархију напреднијом и да су у њој људских права више поштована (посебно у погледу религијске толеранције) него у Француској, француско издање Писама узроковало је огромни скандал; књига је била јавно спаљивана и забрањена, а Волтер је био присиљен да поново напусти Париз.

## Књижевна дела
Од Волтеровог литерарног дела данас су посебно значајна филозофска дела у прози - приче и романи. Од њих су најпознатији роман „Кандид“ (Candide), „Филозофска писма“ (Lettres philosophiques), „Филозофски речник“ (Dictionnaire philosophique) и његових 40.000 писама, од којих су 15.000 организована у 13 томова „Плејада“ (la Pléiade). Његова позоришна дела је за Волтеровог живота видело око 2 милиона људи. Поред драма, писао је епске песме и историјска дела која су га учинила једним од најпознатијих француских књижевника XVIII века. Овај део његовог стваралаштва је данас занемарен. Мало је књижевника који су француски језик користили тако добро као Волтер; његове реченице су кратке и једноставне, елегантне и увек прецизне. Волтеров смео осећај за иронију је легендаран.